# Ma vie volée
Pour plus de détails, voir Fiche technique et Distribution.
Ma vie volée (Identity Theft : The Michelle Brown Story) est un téléfilm canadien réalisé par Robert Dornhelm et diffusé le 1er novembre 2004 sur Lifetime.
Le scénario, qui traite de l'usurpation d'identité, est fondé sur une histoire vraie. Cette histoire fit jurisprudence en la matière et poussa le législateur américain à renforcer sa position : Michelle Brown se présenta devant une commission parlementaire, soutenue par l'association Privacy Rights Clearinghouse, afin de parler de l'expérience traumatisante qu'elle venait de vivre. Grâce à son témoignage, les lois contre l'usurpation d'identité, qui concerne 7 millions de personnes par an aux États-Unis, furent renforcées.

## Synopsis
Michelle Brown s'apprête à acheter la maison de ses rêves ; un jour, elle apprend qu'une femme, Connie Volkos, a usurpé son identité pour mieux dilapider son argent et mener une vie qu'elle ne pourrait pas s'offrir ; Connie développe également une fascination malsaine pour sa victime. Un combat commence alors pour Michelle où elle doit sans cesse se justifier et prouver qu'elle est la véritable Michelle Brown. Un jour, à court d'argent, Connie est arrêtée pour trafic de drogue, puis relâchée sous caution, mais c'est Michelle qui risque d'aller en prison à sa place.
Michelle finit par rétablir la vérité et Connie, poussée dans ses derniers retranchements, réalise qu'elle s'est mise dans une situation de laquelle elle ne peut plus se sortir, elle pense alors mettre fin à ses jours. Elle finira par se rendre à la police, mais ne sera condamnée qu'à une peine modique (2 ans de prison), profitant d'un vide juridique, à l'époque, sur les cas d'usurpation d'identité.

## Fiche technique
- Titre original : Identity Theft: The Michelle Brown Story
- Titre français : Ma vie volée
- Réalisation : Robert Dornhelm
- Scénario : Deena Goldstone
- Décors : Katterina Keith
- Photographie : Derick Underschultz
- Montage : Nicholson DuBois
- Musique : J. Peter Robinson
- Société(s) de production : Blue André Productions
- Société(s) de distribution : Granada America
- Pays d'origine : Canada, États-Unis
- Langue originale : anglais
- Genre : drame
- Durée : 90 minutes

## Distribution
- Kimberly Williams-Paisley (VF : Christine Sireyzol) : Michelle Brown
- Jason London (VF : Damien Boisseau) : Justin
- Annabella Sciorra (VF : Danièle Douet) : Connie Volkos
- Chris Enright (VF : Jérôme Pauwels) : Ed Volkos
- Patrick Creery (VF : Jean-François Aupied) : Peter
- John Kapelos : Ray De Lucci
- Carter Burns : Boy Student
- Stephen Strachan : Barry Knowland
- Jennifer D'Ball : Salesperson
- Scott Arnold : Gorgeous Guy
- Stacey Zurburg : Gorgeous Woman
- Kathryn Kerbes : Gretchen
- Clare Lapinskie : Christine
- Peter Strand Rumpel : Computer Delivery Man
- Reamonn Joshee : Pizza Delivery Man
- Andrew Krivanek : Desk Sergeant
- Mohini Cox : Bored Employee #1
- Doug McKeag : Brian
- Chantal Perron : Realtor
- Jason Morberg : Plastic Surgeon
- Lori Ravensburg : Bored Employee #2
- Nkechi Odina : Female Bank Employee
- Harry Judge : Attractive Man
- Frank Zotter : Lyle
- Ryan Luhning : Male Bank Employee
- James Baker : Patrolman
- Kristin Nowosad : Patrolwoman
- Laura Parken : Female Judge
- Crystal Balint : Young Attorney
- Claudia Rizzi de Gonzalez : Mexican Teacher #1
- Cynthia Opdahl : Mexican Teacher #2
- Geoffrey Ewert : Male Agent
- Patti Kim : Female Agent
- David Trimble : Man with Glasses
- Shauna Baird : Beth Givens
- Iain Dunbar : Desk Clerk
- Linda Darlow : Senator Feinstein
- Bob Nicholson : Senator Kyle
- Jennifer Sterling : Lauren Reilly
- Dean Barrett : Doug Kroger
- Tim Koetting : Judge Les McChesney
- Michael Matthew Baker : Rich Yuppie Man
- Robert Nogier : Drug Dealer